# غوستاف ريختر (رسام)
غوستاف ريختر (بالألمانية: Gustav Richter)‏ هو رسام ألماني، ولد في 3 أغسطس 1823 في برلين في ألمانيا، وتوفي بنفس المكان في 3 أبريل 1884.